# Джонсон, Бенита
Бенита Джонсон (род. 6 июня 1979 года) — австралийская легкоатлетка, которая специализируется в беге на длинные дистанции. Бронзовая призёрка чемпионата мира по полумарафону 2003 года с результатом 1:09.26. Действующая рекордсменка Австралии и Океании в марафоне — 2:22.36. Также владеет национальными рекордами на дистанциях 2000 метров — 5.37,71, 3000 метров — 8.38,06, 5000 метров — 14.47,60, 10 000 метров — 30.37,68 и 10 км по шоссе — 31.17. Выступала на четырёх Олимпиадах. На олимпийских играх в Сиднее бежала 5000 метров, на которой не смогла выйти в финал. На Олимпиаде 2004 года выступала в беге на 10 000 метров, где заняла 24-е место. На олимпийских играх 2008 года заняла 21-е место в марафоне с результатом 2:32.06. На Олимпиаде 2012 года заняла 100-е место в марафоне с результатом 2:49.38.

## Достижения
- Победительница полумарафона Great North Run 2004 года — 1:07.55
- Победительница пробега Great South Run 2004 года
- 3-е место на Чикагском марафоне 2006 года — 2:22.36 — AR, NR
- Победительница Берлинского полумарафона 2007 года — 1:08.28
- 2-е место на Хьюстонском марафоне 2012 года — 2:28.23